# 太陽ノック
『太陽ノック』（たいようノック）は、日本の女性アイドルグループ乃木坂46の楽曲。2015年7月22日に乃木坂46の12作目のシングルとしてN46Div.から発売された。秋元康が作詞、黒須克彦が作曲した。楽曲のセンターポジションは生駒里奈が務めた。

## 背景とリリース
DVD付属のType-A・B・C、セブン-イレブン限定盤（4万枚限定生産）、CDのみの通常盤の5形態で発売。
表題曲「太陽ノック」は、みずみずしいピアノの音色と躍動感あふれる拍打ちのビートで奏でられている。デビュー曲「ぐるぐるカーテン」を手掛けた黒須克彦が作曲しており「ガールズルール」「夏のFree&Easy」に続くアップテンポで爽快感のある夏曲に仕上がっている。同曲は、1stシングルから5thシングルまでセンターを務めた生駒里奈が、AKB48との交換留学（兼任）を終え、2年半ぶりにセンターポジションに返り咲いた。

## プロモーション
ヒット祈願キャンペーンとして、タイトルにちなみ、メンバー9名が1球ずつ順番に合計100球ノックをキャッチする企画「100本ノックに挑戦」と、同曲のセンターを務める生駒里奈が岐阜県にある幻の洞窟を探索する「神秘の地底湖を目指せ！」がいずれも『乃木坂工事中』でオンエアされた。

## アートワーク
| Type-A 表                | 西野七瀬・生駒里奈                                                                               |
| Type-A 裏                |                                                                                                  |
| Type-B 表                | 生駒里奈・生田絵梨花・橋本奈々未・秋元真夏・深川麻衣・伊藤万理華・井上小百合・新内眞衣・衛藤美彩 |
| Type-B 裏                | 西野七瀬・生駒里奈・生田絵梨花・橋本奈々未・秋元真夏・井上小百合・新内眞衣・衛藤美彩             |
| Type-C 表                | 松村沙友理・斉藤優里・星野みなみ・齋藤飛鳥・高山一実・若月佑美・桜井玲香・白石麻衣・西野七瀬     |
| Type-C 裏                |                                                                                                  |
| 通常盤 表                | 選抜メンバー                                                                                     |
| 通常盤 裏                | アンダーメンバー                                                                                 |
| セブン-イレブン限定盤 表 | 選抜メンバー                                                                                     |
| セブン-イレブン限定盤 裏 | アンダーメンバー                                                                                 |

2015年5月下旬に千葉県長生郡長柄町のプールの更衣室で撮影された。コンセプトは「夏だけど乃木坂46っぽい、はしゃいでないけど夏っぽい絵」。Type-Cのジャケットは、8th〜11thシングルまで4作連続でアンダーメンバーで構成されていたが、今作はどのタイプもアンダーメンバーで構成されていない。

## チャート成績
本作はサウンドスキャンジャパン、Billboard JAPAN Hot 100、Billboard JAPAN Top Singles Sales、オリコン週間CDシングルランキングなどの週間チャートで初登場1位を獲得した。オリコン週間CDシングルランキングにおける乃木坂46の1位獲得は「おいでシャンプー」から11作連続、通算11作目となった。同ランキングにおける初日推定売上は過去最高の48万1599枚、初週推定売上は60万9202枚、月間推定売上は62万9996枚、年間推定売上は67万8481枚を記録した。

## ミュージック・ビデオ
太陽ノック
監督：三石直和、衣装：尾内貴美香、振付：WARNER
5月下旬に茨城県久慈郡大子町で撮影された。学校がバラバラな女の子達が楽曲のダンスを完成させるために、夏合宿で集まった1日を追ったストーリーになっており、その中でセンターを務める1人の学生を生駒里奈が演じている。久慈川の河川敷でのダンスシーンは靴のヒールが砂に埋まり、メンバーは昼夜の寒暖差やダンスシーンに苦労した。『ALL MV COLLECTION〜あの時の彼女たち〜』にはロングバージョンが収録されている。
魚たちのLOVE SONG
監督：中村太洸
あるロボット開発チームがアイドルのように歌い踊ることができる世で最も美しい新型ロボットを開発し、段々と完成が近づくにつれて周りのロボットたちが、その新型ロボットの美しさに「恋」の感情を覚え始めるストーリーになっている。新型ロボット役を務めた白石麻衣は机の上に長時間寝なければならず、照明の熱の暑さに耐えながら約3時間姿勢を保っていた。周りのロボット役は、ロボットアイドルの普及を目指す「ロボドルプロジェクト」のロボット「GR-001」と「SE-01」が務めた。
無表情
監督：月田茂・山本篤彦・柴谷麻以
「からあげ姉妹は正義の味方」という裏設定のもと、楽曲タイトルが「無表情」なだけに、学校を襲って来た、むちゃくちゃな設定で出てくる悪者を、表情を変えずに次々に倒すストーリーになっている。撮影日の昼食のおかずも「からあげ」で、からあげに終始徹底した作品となった。
別れ際、もっと好きになる
監督：山岸聖太
6月上旬に東京都調布市、府中市を中心に撮影された。センターを務める堀未央奈がインド人（？）の青年オムに恋をし、学校にあるインド研究会を訪問してインド文化を勉強するコメディタッチの作品になっている。青年オム役は、パキスタン人俳優のシブリ・ゼニスが務めた。
羽根の記憶
監督：岡川太郎
メンバーの撮影風景や仕事中の休憩時、プライベートで遊んでいる時、食事をしている時などの日常時に、指揮者・中島章博のタクトによって、歌を口ずさんでしまう内容になっている。最初は戸惑っているものの、段々と歌うことが楽しくなり、10年後の将来を見据えながら、アイドルとして活動する現実を再認識するメンバーの姿が描かれている。メンバーがそれぞれバラバラの場所にいる設定の為、撮影は都内のスタジオやボウリング場、コインランドリー、江ノ島、鎌倉など様々な場所で行い、乃木坂46史上最も移動距離の長いミュージック・ビデオとなった。

## メディアでの使用
太陽ノック
コンビニエンスストア『セブン-イレブンフェア 乃木坂46』（2015年7月4日 - 7月15日、セブン-イレブン）キャンペーンソング。2015年6月13日、店頭接客イベントおよび記者発表会が東京・新丸ビルで開催された。十福神がセブン-イレブンの緑色のユニフォームを着用し、接客、レジ打ち、商品の受け渡しまでの全行程を2人1組で担当した。2015年7月4日からコラボレーションフェアが開始され、期間中にセブン-イレブンで対象商品を購入すると特製グッズが配布された。特製グッズは菓子バッグの購入でクリアファイル、お菓子2個同時購入でブロマイド、パン2個同時購入で「乃木坂っぱえびせん」「乃木坂ッポロポテト」が配布された。
ドラマ『初森ベマーズ』（2015年7月11日 - 9月26日、テレビ東京系）オープニングテーマ。
もう少しの夢
ドラマ『初森ベマーズ』（2015年7月11日 - 9月26日、テレビ東京系）エンディングテーマ。
羽根の記憶
dTVオリジナルドラマ「サムのこと」挿入歌

## シングル収録トラック

### Type-A
| #         | タイトル                             | 作詞      | 作曲       | 編曲           | 時間  |
| --------- | ------------------------------------ | --------- | ---------- | -------------- | ----- |
| 1.        | 「太陽ノック」                       | 秋元康    | 黒須克彦   | 長田直之       | 4:03  |
| 2.        | 「もう少しの夢」                     | 秋元康    | 丸谷マナブ | 野中“まさ”雄一 | 4:57  |
| 3.        | 「魚たちのLOVE SONG」                | 秋元康    | 渡辺拓也   | 渡辺拓也       | 4:30  |
| 4.        | 「太陽ノック off vocal ver.」        |           | 黒須克彦   | 長田直之       | 4:03  |
| 5.        | 「もう少しの夢 off vocal ver.」      |           | 丸谷マナブ | 野中“まさ”雄一 | 4:57  |
| 6.        | 「魚たちのLOVE SONG off vocal ver.」 |           | 渡辺拓也   | 渡辺拓也       | 4:29  |
| 合計時間: | 合計時間:                            | 合計時間: | 合計時間:  | 合計時間:      | 26:59 |

| #         | タイトル                          | 作詞      | 作曲・編曲 | 監督               | 時間 |
| --------- | --------------------------------- | --------- | ---------- | ------------------ | ---- |
| 1.        | 「太陽ノック music video」        |           |            | 三石直和           | 5:20 |
| 2.        | 「魚たちのLOVE SONG music video」 |           |            | 中村太洸           | 5:55 |
| 3.        | 「秋元真夏&西野七瀬」             |           |            | 柴谷麻以、浅田友梨 | 4:27 |
| 4.        | 「生駒里奈&井上小百合」           |           |            | 熊坂出             | 7:04 |
| 5.        | 「伊藤かりん&川村真洋」           |           |            | 小田学             | 6:13 |
| 6.        | 「伊藤純奈&寺田蘭世」             |           |            | 中島望             | 5:07 |
| 7.        | 「中元日芽香&能條愛未」           |           |            | 山本篤彦           | 6:03 |
| 8.        | 「星野みなみ&松村沙友理」         |           |            | 山田篤宏           | 5:53 |
| 合計時間: | 合計時間:                         | 合計時間: | 46:02      |                    |      |

### Type-B
| #         | タイトル                        | 作詞      | 作曲         | 編曲           | 時間  |
| --------- | ------------------------------- | --------- | ------------ | -------------- | ----- |
| 1.        | 「太陽ノック」                  | 秋元康    | 黒須克彦     | 長田直之       | 4:03  |
| 2.        | 「もう少しの夢」                | 秋元康    | 丸谷マナブ   | 野中"まさ"雄一 | 4:57  |
| 3.        | 「無表情」                      | 秋元康    | Akira Sunset | Akira Sunset   | 3:51  |
| 4.        | 「太陽ノック off vocal ver.」   |           | 黒須克彦     | 長田直之       | 4:03  |
| 5.        | 「もう少しの夢 off vocal ver.」 |           | 丸谷マナブ   | 野中"まさ"雄一 | 4:57  |
| 6.        | 「無表情 off vocal ver.」       |           | Akira Sunset | Akira Sunset   | 3:50  |
| 合計時間: | 合計時間:                       | 合計時間: | 合計時間:    | 合計時間:      | 25:41 |

| #         | タイトル                   | 作詞      | 作曲・編曲 | 監督                       | 時間 |
| --------- | -------------------------- | --------- | ---------- | -------------------------- | ---- |
| 1.        | 「太陽ノック music video」 |           |            | 三石直和                   | 5:20 |
| 2.        | 「無表情 music video」     |           |            | 月田茂、山本篤彦、柴谷麻以 | 4:38 |
| 3.        | 「生田絵梨花&白石麻衣」    |           |            | 山岸聖太、岩崎う大（脚色） | 5:08 |
| 4.        | 「衛藤美彩&高山一実」      |           |            | 廣岡秀司、大来優           | 6:23 |
| 5.        | 「川後陽菜&相楽伊織」      |           |            | 大石雄士、高野千紗         | 4:28 |
| 6.        | 「斎藤ちはる&永島聖羅」    |           |            | 田中聡、銭谷侑             | 5:31 |
| 7.        | 「斉藤優里&新内眞衣」      |           |            | 中川英明、水落豊、尾形直哉 | 5:09 |
| 8.        | 「鈴木絢音&渡辺みり愛」    |           |            | ZUMI                       | 6:45 |
| 合計時間: | 合計時間:                  | 合計時間: | 43:22      |                            |      |

### Type-C
| #         | タイトル                                    | 作詞      | 作曲               | 編曲               | 時間  |
| --------- | ------------------------------------------- | --------- | ------------------ | ------------------ | ----- |
| 1.        | 「太陽ノック」                              | 秋元康    | 黒須克彦           | 長田直之           | 4:03  |
| 2.        | 「もう少しの夢」                            | 秋元康    | 丸谷マナブ         | 野中"まさ"雄一     | 4:57  |
| 3.        | 「別れ際、もっと好きになる」                | 秋元康    | Akira Sunset、ha-j | Akira Sunset、ha-j | 4:17  |
| 4.        | 「太陽ノック off vocal ver.」               |           | 黒須克彦           | 長田直之           | 4:03  |
| 5.        | 「もう少しの夢 off vocal ver.」             |           | 丸谷マナブ         | 野中"まさ"雄一     | 4:57  |
| 6.        | 「別れ際、もっと好きになる off vocal ver.」 |           | Akira Sunset、ha-j | Akira Sunset、ha-j | 4:16  |
| 合計時間: | 合計時間:                                   | 合計時間: | 合計時間:          | 合計時間:          | 26:33 |

| #         | タイトル                                 | 作詞      | 作曲・編曲 | 監督             | 時間 |
| --------- | ---------------------------------------- | --------- | ---------- | ---------------- | ---- |
| 1.        | 「太陽ノック music video」               |           |            | 三石直和         | 5:20 |
| 2.        | 「別れ際、もっと好きになる music video」 |           |            | 山岸聖太         | 7:06 |
| 3.        | 「伊藤万理華&桜井玲香」                  |           |            | 山岸聖太         | 7:04 |
| 4.        | 「北野日奈子&堀未央奈」                  |           |            | 今泉力哉         | 6:37 |
| 5.        | 「齋藤飛鳥&橋本奈々未」                  |           |            | 白石和彌         | 7:02 |
| 6.        | 「佐々木琴子&和田まあや」                |           |            | 大津裕基、竹林亮 | 6:05 |
| 7.        | 「中田花奈&樋口日奈」                    |           |            | 前田彩           | 3:07 |
| 8.        | 「深川麻衣&若月佑美」                    |           |            | 頃安祐良         | 6:29 |
| 合計時間: | 合計時間:                                | 合計時間: | 48:50      |                  |      |

### 通常盤
| #         | タイトル                                   | 作詞      | 作曲       | 編曲           | 時間  |
| --------- | ------------------------------------------ | --------- | ---------- | -------------- | ----- |
| 1.        | 「太陽ノック」                             | 秋元康    | 黒須克彦   | 長田直之       | 4:03  |
| 2.        | 「もう少しの夢」                           | 秋元康    | 丸谷マナブ | 野中"まさ"雄一 | 4:57  |
| 3.        | 「制服を脱いでサヨナラを…」                | 秋元康    | 古川貴浩   | 古川貴浩       | 5:01  |
| 4.        | 「太陽ノック off vocal ver.」              |           | 黒須克彦   | 長田直之       | 4:03  |
| 5.        | 「もう少しの夢 off vocal ver.」            |           | 丸谷マナブ | 野中"まさ"雄一 | 4:57  |
| 6.        | 「制服を脱いでサヨナラを… off vocal ver.」 |           | 古川貴浩   | 古川貴浩       | 5:00  |
| 合計時間: | 合計時間:                                  | 合計時間: | 合計時間:  | 合計時間:      | 28:01 |

### セブン-イレブン限定盤
| #         | タイトル                        | 作詞      | 作曲       | 編曲               | 時間  |
| --------- | ------------------------------- | --------- | ---------- | ------------------ | ----- |
| 1.        | 「太陽ノック」                  | 秋元康    | 黒須克彦   | 長田直之           | 4:03  |
| 2.        | 「もう少しの夢」                | 秋元康    | 丸谷マナブ | 野中"まさ"雄一     | 4:57  |
| 3.        | 「羽根の記憶」                  | 秋元康    | 杉山勝彦   | 杉山勝彦、有木竜郎 | 5:42  |
| 4.        | 「太陽ノック off vocal ver.」   |           | 黒須克彦   | 長田直之           | 4:03  |
| 5.        | 「もう少しの夢 off vocal ver.」 |           | 丸谷マナブ | 野中"まさ"雄一     | 4:57  |
| 6.        | 「羽根の記憶 off vocal ver.」   |           | 杉山勝彦   | 杉山勝彦、有木竜郎 | 5:41  |
| 合計時間: | 合計時間:                       | 合計時間: | 合計時間:  | 合計時間:          | 29:23 |

| #         | タイトル                   | 作詞      | 作曲・編曲 | 監督     | 時間 |
| --------- | -------------------------- | --------- | ---------- | -------- | ---- |
| 1.        | 「太陽ノック music video」 |           |            | 三石直和 | 5:20 |
| 2.        | 「羽根の記憶 music video」 |           |            | 岡川太郎 | 6:00 |
| 合計時間: | 合計時間:                  | 合計時間: | 11:20      |          |      |

### Special Edition
| #         | タイトル                     | 作詞      | 作曲               | 編曲               | 時間  |
| --------- | ---------------------------- | --------- | ------------------ | ------------------ | ----- |
| 1.        | 「太陽ノック」               | 秋元康    | 黒須克彦           | 長田直之           | 4:03  |
| 2.        | 「もう少しの夢」             | 秋元康    | 丸谷マナブ         | 野中“まさ”雄一     | 4:57  |
| 3.        | 「魚たちのLOVE SONG」        | 秋元康    | 渡辺拓也           | 渡辺拓也           | 4:30  |
| 4.        | 「無表情」                   | 秋元康    | Akira Sunset       | Akira Sunset       | 3:51  |
| 5.        | 「別れ際、もっと好きになる」 | 秋元康    | Akira Sunset、ha-j | Akira Sunset、ha-j | 4:17  |
| 6.        | 「羽根の記憶」               | 秋元康    | 杉山勝彦           | 杉山勝彦、有木竜郎 | 5:42  |
| 7.        | 「制服を脱いでサヨナラを…」  | 秋元康    | 古川貴浩           | 古川貴浩           | 5:01  |
| 合計時間: | 合計時間:                    | 合計時間: | 合計時間:          | 合計時間:          | 32:21 |

## 歌唱メンバー

### 太陽ノック
（センター：生駒里奈）
- 3列目：松村沙友理、斉藤優里、星野みなみ、齋藤飛鳥、伊藤万理華、井上小百合、新内眞衣、衛藤美彩[41]
- 2列目：高山一実、若月佑美、桜井玲香、秋元真夏、深川麻衣[41]
- 1列目：白石麻衣、西野七瀬、生駒里奈、生田絵梨花、橋本奈々未[41]

今作は前作の「命は美しい」同様、18人選抜である。福神は前回に引き続き、1列目と2列目を合わせた10人が「十福神」となる。新内眞衣は初選抜、斉藤優里、井上小百合は「夏のFree&Easy」以来の選抜復帰、高山一実は「ガールズルール」以来の福神復帰、生駒里奈は「君の名は希望」以来、2年ぶりにセンター復帰。前作メンバーのうち、乃木坂46との兼任が解除となり5月14日に乃木坂46としての活動を終了し、8月末でSKE48も卒業することとなる松井玲奈の他に、堀未央奈、相楽伊織は今作の選抜メンバーから外れた。

### 別れ際、もっと好きになる
（センター：堀未央奈）
- 伊藤かりん、伊藤純奈、川後陽菜、川村真洋、北野日奈子、斎藤ちはる、相楽伊織、佐々木琴子、鈴木絢音、寺田蘭世、永島聖羅、中田花奈、中元日芽香、能條愛未、樋口日奈、堀未央奈、渡辺みり愛、和田まあや[19]

アンダーメンバーによる楽曲。2期生として初めてのアンダー楽曲のセンター。

### もう少しの夢
- 1期生：西野七瀬

(ドラマ初森ベマーズエンディング曲)

### 魚たちのLOVE SONG
- 1期生：白石麻衣、高山一実、橋本奈々未、深川麻衣[17]

### 無表情
（ユニット：からあげ姉妹）
- 1期生：生田絵梨花、松村沙友理[18]

### 制服を脱いでサヨナラを…
- 1期生：齋藤飛鳥、星野みなみ[20]

### 羽根の記憶
（センター：生駒里奈）
- 1期生：秋元真夏、生田絵梨花、生駒里奈、伊藤万理華、井上小百合、衛藤美彩、齋藤飛鳥、斉藤優里、桜井玲香、白石麻衣、高山一実、西野七瀬、橋本奈々未、深川麻衣、星野みなみ、松村沙友理、若月佑美[21]
- 2期生：新内眞衣[21]

歌唱メンバーは、表題曲の選抜メンバーと同じ。